# Der Dritte
Der Dritte é um filme de drama alemão de 1972 dirigido e escrito por Egon Günther. Foi selecionado como representante da Alemanha Oriental à edição do Oscar 1973, organizada pela Academia de Artes e Ciências Cinematográficas.

## Elenco
- Jutta Hoffmann - Margit Flieser
- Barbara Dittus - Lucie
- Armin Mueller-Stahl
- Rolf Ludwig - Hrdlitschka
- Peter Köhncke - Bachmann